# Neptunus (isten)

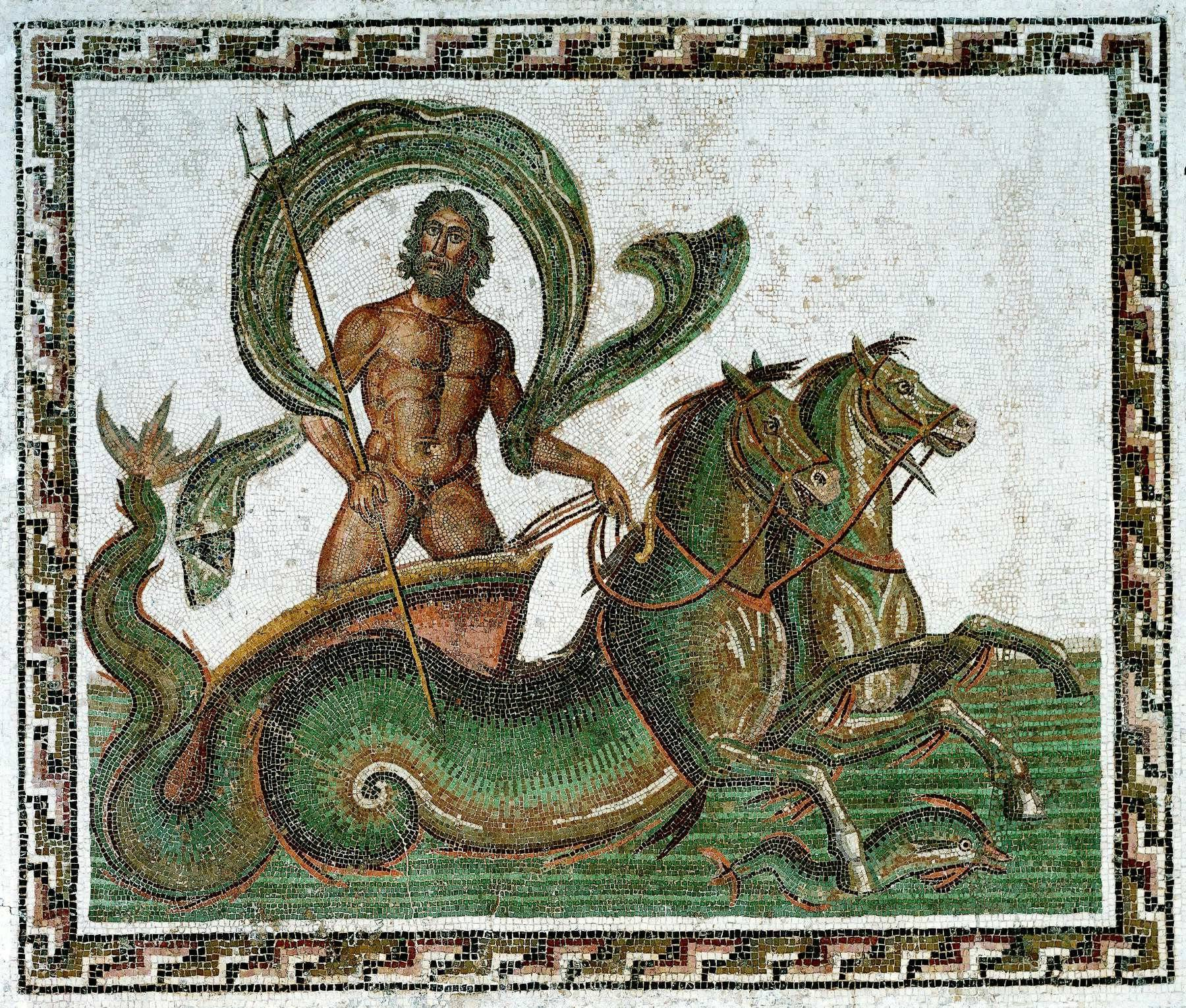
Neptunus egy i. e. 3. századi mozaikon

Neptunus a római mitológiában a vizek és tengerek istene. Párhuzamba vonható a görög mitológia Poszeidónjával, de nem azonosak, mint általában azok az istenek, akiknek neve nem származtatható a görög nevekből. Ezek az istenek az eredeti római, latin és szabin hitvilág részei. A görög mítoszokhoz hasonlóan Iuppiter és Pluto testvére, de a görögtől eltérően városvédő szerepe nincs, azt Iuppiterhez kötötték. Nem tartozik a főistenkörbe sem, mert a fő istentriászt Iuppiter, Mars és Quirinus alkotta. Ikonográfiája is eltér, szinte mindig kocsihajtóként ábrázolták, de legalábbis lovak vannak a közelében. Neptunus Equester gyakori neve. A rómaiak eredetileg nem hajóztak a tengeren, szárazföldi város volt, így Neptunus valószínűleg az édesvizek (folyók, tavak) istene volt. A görög mitológia befolyásolta ugyan kultuszait és mítoszait, de nem alakította át teljesen.
Kultuszának legfontosabb része a minden év július 23-án tartott neptunalia volt, amit a legkorábbi idők óta tartottak. Önálló temploma Rómában sokáig nem volt, az első ismert Neptunus-templom 25-ben épült a Circus Flaminiushoz közel, de szentélye állt a Palatinus és az Aventinus között egy patak völgyében. Konkrét kultuszairól keveset tudunk.